# Landkreis Ostvorpommern
Landkreis Ostvorpommern var ett län (Landkreis) i det tyska förbundslandet Mecklenburg-Vorpommern.
Länet låg söder om Östersjön och staden Greifswald, öster om länen Demmin och Nordvorpommern samt norr om länen Uecker-Randow och Mecklenburg-Strelitz. I öst bildes ett haff (Stettiner Haff) gränsen till Polen. Bara på ön Usedom fanns en landgräns till den polska staten. Länets huvudort var Anklam.